# RT-2
L'RT-2 è un missile balistico intercontinentale sovietico conosciuto in Occidente con il nome in codice NATO di SS-13 Savage. Si trattò della prima arma di questo tipo a propellente solido. Schierata in un numero piuttosto limitato di esemplari alla fine degli anni sessanta, rimase in servizio fino al 1996.

## Sviluppo
Il requisito per lo sviluppo di un missile a propellente solido con una gittata nell'ordine dei 10.000-12.000 km venne approvato nel novembre 1959. I lavori in questo ambito furono affidati all'OKB-1 di Sergej Pavlovič Korolëv, che aveva progettato il primo ICBM sovietico, l'SS-6 Sapwood.
I tecnici di Korolëv decisero di portare avanti lo sviluppo in due fasi distinte.
- Prima fase: sviluppare un missile con una gittata di 2.500-3.000 km alimentato da un motore a propellente solido. Questo missile prese il nome di RT-1, e venne portato in volo nel marzo 1962. Tuttavia, non entrò mai in servizio a causa delle sue scarse prestazioni, ed il programma relativo fu cancellato nel 1965. Venne però utilizzato per le prove della versione a lungo raggio.
- Seconda fase: sviluppare un missile balistico intercontinentale. I lavori furono autorizzati ufficialmente il 4 aprile 1961, con i progetti preliminari ultimati nel 1963. Il primo lancio venne effettuato il 4 novembre 1966. Si trattava dell’RT-2, che sarebbe poi entrato in servizio.

Il nuovo missile venne testato con due cicli di prove. Il primo di questi durò sei mesi, con sette lanci effettuati da Kapustin Yar, mentre il secondo un solo mese (ottobre-novembre 1966), con sedici lanci da Plesetsk.
L'RT-2 venne schierato a partire dal 18 dicembre 1968, e fu dichiarato operativo il 7 gennaio 1969.

## Utilizzo
In occidente, il nuovo missile ricevette il nome in codice NATO di SS-13 Savage. La produzione si concluse nel 1972, con un massimo di circa sessanta esemplari. Il numero così limitato fu dovuto allo scarso carico utile ed alla breve vita operativa dei motori a propellente solido, appartenenti alla prima generazione. Gli SS-13 furono schierato presso Yoshkar Ola, e rimasero in servizio fino al 1996, quando furono radiati e rimpiazzati, in parte, dagli SS-25 Sickle.